# Logres
Logres é o reino do rei Artur em várias obras do ciclo arturiano da literatura medieval, correspondendo aproximadamente à área da atual Inglaterra.
O nome deriva do galês Lloegyr, que Godofredo de Monmouth na sua História dos Reis da Bretanha latinizou como Loegria. Logres se refere à Inglaterra antes da invasão dos anglo-saxões à ilha, quando ainda era território celta.